# Renascimento da língua hebraica

Primeira página do jornal HaZvi com o subtítulo "Jornal de notícias, literatura e ciência". HaZvi revolucionou a publicação de jornais hebraicos em Jerusalém ao introduzir questões seculares e técnicas do jornalismo moderno

O renascimento da língua hebraica teve lugar na Europa e na Palestina durante o fim do século XIX e o decorrer do século XX. Nesse período, o hebraico fez uma transição notável, deixando de ser uma língua exclusivamente sagrada do Judaísmo para tornar-se um idioma falado e escrito de forma cotidiana no Estado de Israel. Esse processo teve início com o estabelecimento de judeus oriundos de diversas regiões, que se juntaram à já existente comunidade judaica na Palestina, durante a primeira metade do século XX. Nesse contexto, os judeus que já estavam na Palestina, em grande parte falantes de árabe naquela época, e os recém-chegados com uma diversidade de línguas passaram a adotar o hebraico como língua franca.
Simultaneamente, na Europa, um desenvolvimento paralelo transformou o hebraico de uma língua predominantemente sagrada e litúrgica em uma língua literária, desempenhando um papel essencial no desenvolvimento de programas educacionais nacionalistas.
O hebraico moderno passou a ser uma das três línguas oficiais da Palestina sob o domínio britânico. Após a Declaração de Independência de Israel em 1948, tornou-se uma das duas línguas oficiais de Israel, ao lado do árabe moderno. Em julho de 2018, uma nova legislação estabeleceu o hebraico como a única língua oficial do Estado de Israel.
Para além de sua dimensão linguística, o renascimento do hebraico desdobrou-se como um elemento incorporado na modernização judaica e em movimentos políticos, influenciando a alteração dos nomes de muitas pessoas. Tornou-se um princípio fundamental na ideologia ligada ao estabelecimento e à reconfiguração da terra, desempenhando um papel crucial no sionismo e na política israelense.
O processo de retorno do hebraico ao uso regular é único; não há outros exemplos de uma língua natural sem que nenhum falante nativo adquira posteriormente vários milhões de falantes nativos, e nenhum outro exemplo de uma língua sagrada se tornando uma língua nacional com milhões de falantes nativos.
O renascimento da língua eventualmente trouxe consigo acréscimos linguísticos. Embora os líderes iniciais do processo insistissem que estavam apenas continuando "a partir do lugar onde a vitalidade do hebraico terminou", o que foi criado representou uma base mais ampla de aceitação da língua; inclui características derivadas de todos os períodos da língua hebraica, bem como das línguas não hebraicas usadas pelas comunidades judaicas europeias, do norte da África e do Oriente Médio estabelecidas há muito tempo, com o iídiche sendo mais predominante.

## História

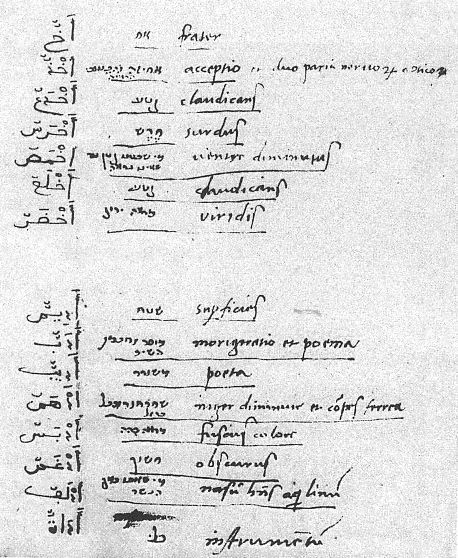
Dicionário árabe - hebraico - latim, 1524

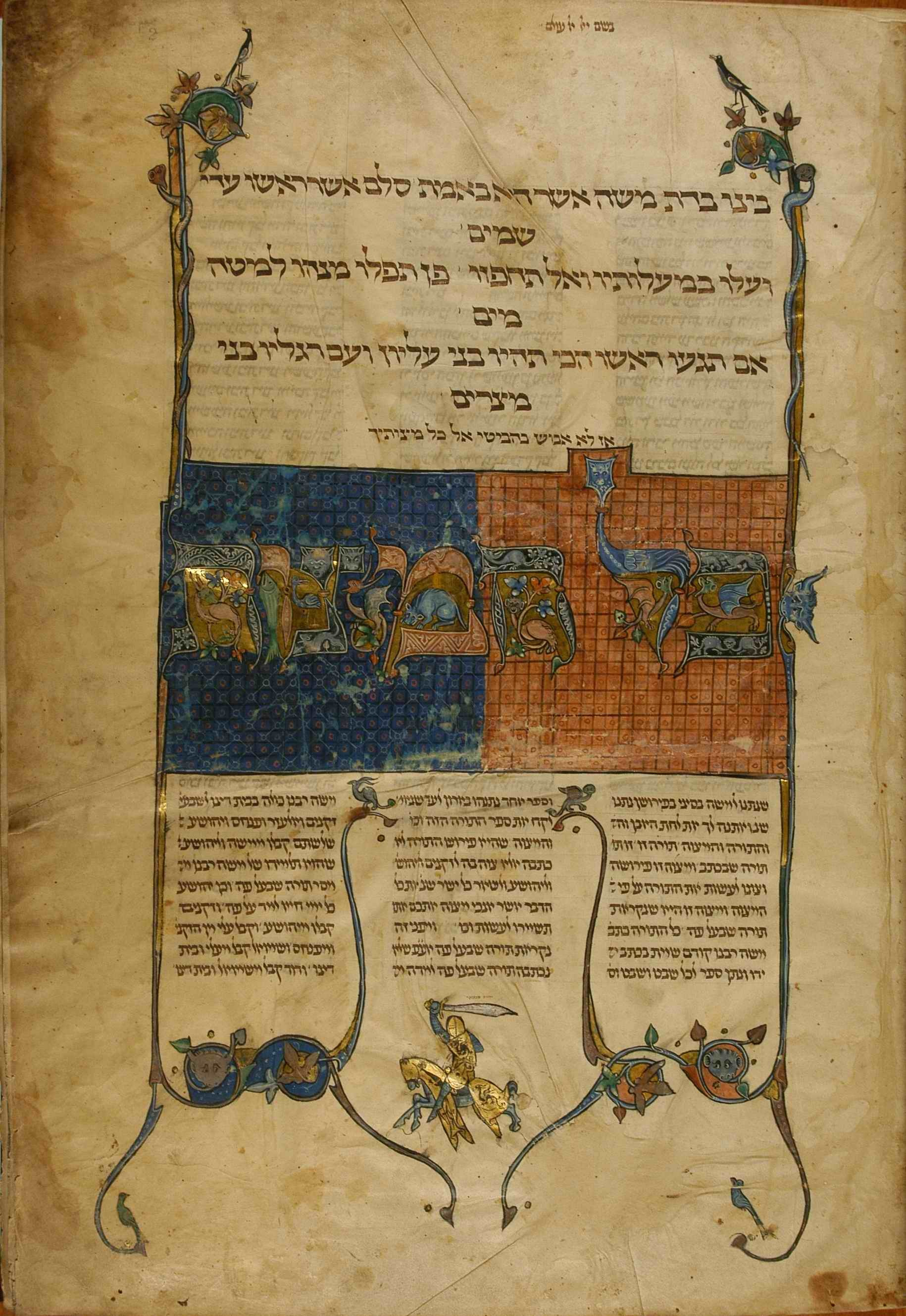
Mishneh Torá, escrita em hebraico por povos Maimônides.

Registros históricos documentam a presença do hebraico desde aproximadamente o século 10 a.C. até o fim do período do Segundo Templo, que perdurou até cerca de 70 d.C. Posteriormente, a língua evoluiu para o hebraico mishnaico. Desde aproximadamente o século VI a.C. até a Idade Média, muitos judeus passaram a se comunicar em aramaico, uma língua semítica correlata. Entre os séculos II d.C. e o ressurgimento do hebraico como língua falada por volta de 1880, o hebraico desempenhou um papel central como idioma literário, oficial e de culto judaico. Após o término do uso oral do hebraico mishnaico no século II d.C., a língua não mais se manifestou como língua materna.
Mesmo assim, durante a Idade Média, os judeus usaram a língua numa ampla variedade de disciplinas. Esse uso manteve viva uma parte substancial dos traços característicos do hebraico.
Em primeiro lugar, o hebraico clássico foi preservado integralmente através de fontes bem reconhecidas, principalmente o Tanakh (especialmente aquelas porções usadas liturgicamente como a Torá, Haftarot, Megilot e o Livro dos Salmos ) e a Mishná . Além destes, o hebraico era conhecido através de hinos, orações, midrashim e similares.
Durante a Idade Média, o hebraico manteve sua relevância como língua escrita na literatura rabínica, utilizada em julgamentos de Halakha, Responsa, comentários bíblicos, talmúdicos e textos de meditação. No entanto, nesse período, especialmente na Europa dos séculos XVIII e XIX, o uso do hebraico adotou uma natureza pouco natural, caracterizada por uma linguagem rebuscada, repleta de citações, estruturas gramaticais não convencionais e uma mescla de outras línguas, notadamente o aramaico. Além de seu papel nas esferas religiosas, o hebraico desempenhou também um papel como língua da alta cultura secular e como um meio de comunicação comum entre judeus de diferentes origens geográficas. Notáveis cientistas e historiadores judeus, como Abraham Zacuto e David Gans, escolheram o hebraico para suas obras, assim como viajantes renomados, a exemplo de Benjamin de Tudela e Chaim Yosef David Azulai.
O hebraico conheceu um notável renascimento durante a Idade Média na Espanha, onde, sob a influência da cultura islâmica de sua época, eruditos como Shmuel HaNagid, Judah HaLevi e Abraham Ibn Ezra dedicaram-se amplamente à poesia hebraica secular. Abordaram temas como o amor, a natureza e o vinho, influenciando profundamente as futuras tentativas de poesia hebraica, inclusive o renascimento moderno. Além da Espanha, os judeus do Iêmen, até os dias atuais, mantiveram uma tradição distinta de poesia, com destaque para o venerado rabino e poeta do século XVII, Shalom Shabazi. Outros poetas seculares do período pós-espanhol incluem Emanuel, o Romano, e Israel ben Moses Najara.
De outra forma, a expressão criativa em hebraico era, em grande medida, restrita aos poemas litúrgicos conhecidos como piyyut, destinados a serem entoados, cantados ou recitados durante os serviços religiosos. Essa forma artística teve origem no final da antiguidade na terra de Israel, com poetas notáveis como Jose ben Jose, Eleazar ben Kalir e Yanai, e ao longo dos séculos subsequentes, difundiu-se por todo o mundo. As obras desses pioneiros poetas, frequentemente enigmáticas, foram preservadas principalmente nos rituais italiano, Romaniote (grego antigo) e asquenaze. No entanto, a ideia geral de empregar poemas religiosos na oração tornou-se um elemento comum a todos os rituais.
O hebraico não estava restrito apenas à forma escrita, mas também era empregado como língua falada nas sinagogas e nos batei midrash (casas de estudo judaicas). Como resultado, a fonologia hebraica, juntamente com a pronúncia de vogais e consoantes, foi conservada. No entanto, as influências regionais de outras línguas desencadearam diversas alterações, culminando no surgimento de distintas variações na pronúncia.
- O hebraico asquenazi, usado pelos judeus da Europa Oriental e Ocidental, manteve principalmente a estrutura das vogais mas pode ter movido o acento e perdido a geminação, embora isso não possa ser conhecido com certeza, pois não há registros de como a língua (ou seus respectivos dialetos ) soou, por exemplo, em Kana'an; A pronúncia do hebraico asquenaze tem uma variação de vogais e consoantes, que segue de perto a variação dos sinais vocálicos e consonantais escritos pelos massoretas por volta do século VII d.C., indicando que há uma forte ligação com a língua ouvida por eles. Por exemplo, onde vemos dois sinais vocálicos diferentes, ou uma consoante com ou sem dogeish ( dagesh ), também se ouve uma diferença nas diversas pronúncias asquenazes.
- O hebraico sefardita, usado pelos judeus sefarditas, preservou uma estrutura diferente do reconhecido hebraico tiberiano niqqud de apenas cinco vogais, mas preservou as consoantes, o acento gramatical, o dagesh e o schwa ; no entanto, diferentes formas de escrever consoantes nem sempre são ouvidas em todas as pronúncias sefarditas. Por exemplo, a pronúncia sefardita holandesa não distingue entre beth com e sem dagesh: ambos são pronunciados como "b". O "taf" é sempre pronunciado como "t", com ou sem dagesh. Há pelo menos duas possibilidades para explicar a fusão: a diferença desapareceu com o tempo nas pronúncias sefarditas, ou nunca existiu: a pronúncia deriva de um dialeto hebraico separado, que sempre existiu, e que, por exemplo, Os massoretas não usaram como referência.
- O hebraico iemenita, pensado por Aaron Bar-Adon[1] para preservar grande parte da pronúncia do hebraico clássico, era pouco conhecido quando o avivamento ocorreu.

Em cada um desses grupos, havia também subdivisões na pronúncia. Por exemplo, existiam variações entre o hebraico utilizado pelos judeus poloneses e aquele empregado pelos judeus lituanos e alemães.
Nos cinquenta anos anteriores ao início do processo de revitalização, já existia uma forma do hebraico falado nos mercados de Jerusalém. Os judeus sefarditas, que se comunicavam em ladino ou árabe, e os judeus asquenazes, que falavam iídiche, precisavam de uma língua comum para fins comerciais. A escolha mais lógica recaiu sobre o hebraico. Contudo, vale ressaltar que, nesse contexto, o hebraico era utilizado como língua falada, embora não fosse a língua materna de ninguém, configurando-se como uma espécie de pidgin.
A situação linguística na qual ocorreu o processo de renascimento era a de diglossia, na qual duas línguas - uma considerada de prestígio e utilizada pela classe dominante, e outra usada pelas massas - coexistiam dentro de uma cultura. Na Europa, esse fenômeno começou a diminuir a partir do século XVI, embora ainda persistissem diferenças entre a língua falada nas ruas e a língua escrita. Entre os judeus europeus, a situação assemelhava-se à da população em geral, mas com:
- Iídiche como a língua falada
- a língua da cultura mais ampla (dependendo do país), usada para discurso e escrita secular
- Hebraico empregado para fins litúrgicos

Na região do Oriente Médio árabe, o ladino e o árabe coloquial eram as línguas faladas mais comuns nas comunidades judaicas, com o ladino predominando no Mediterrâneo e o árabe sendo mais amplamente utilizado pelos judeus do Oriente, além do aramaico, curdo e persa. O árabe clássico era reservado para escrita secular, enquanto o hebraico era empregado em contextos religiosos. No entanto, é importante observar que alguns estudiosos judeus do mundo árabe, como Maimônides (1135–1204), preferiam escrever principalmente em árabe ou em línguas judaico-árabes.

## Avivamento do hebraico literário
O renascimento da língua hebraica na prática avançou em duas vertentes paralelas: o renascimento do hebraico literário escrito e o renascimento do hebraico falado. Nas primeiras décadas, os dois processos não estavam interligados e até ocorreram em locais diferentes: o hebraico literário foi renovado nas cidades da Europa, enquanto o hebraico falado desenvolveu-se principalmente na Palestina. Os dois movimentos começaram a se fundir apenas no início da década de 1900, e um ponto importante nesse processo foi a imigração de Haim Nahman Bialik para a Palestina em 1924. Mas depois da transferência do hebraico literário para a Palestina, permaneceu uma diferença substancial entre o hebraico falado e o escrito, e esta diferença persiste até hoje. As características do hebraico falado só começaram a se infiltrar na literatura na década de 1940, e somente na década de 1990 o hebraico falado começou a aparecer amplamente nos romances.

### Hebraico durante a era Haskalah

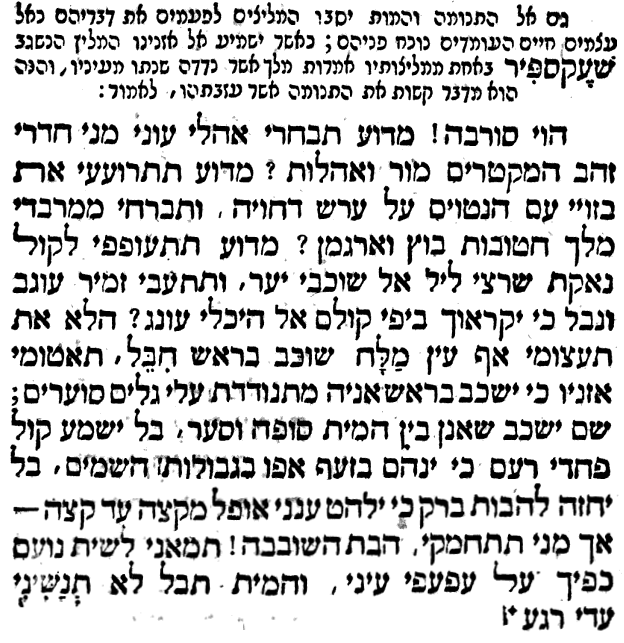
Primeira tradução conhecida de Shakespeare para o hebraico por Solomon Löwishn, 1816. O "Estão dormindo a esta hora!" monólogo de Henrique IV, Parte 2.

Um processo que precedeu o renascimento do hebraico literário ocorreu durante a era Haskalah, um movimento judaico paralelo ao Iluminismo secular. Os membros desse movimento, conhecidos como maskilim (משכילים), buscaram afastar-se do Judaísmo Rabínico e defenderam a ideia de que o hebraico, em particular o hebraico bíblico, era digno de ser utilizado na boa literatura. Consideravam o hebraico mishnaico e outras formas da língua hebraica como deficientes e inadequados para a escrita. Uma figura particularmente influente dentro desse movimento foi o rabino italiano do início do século XVIII, Moshe Chaim Luzzatto. Escrevendo poesia e dramas em um estilo puro e bíblico do hebraico, ele era amplamente admirado pelos maskilim, que o consideravam o pioneiro da literatura hebraica moderna.
A literatura da era Haskalah escrita em hebraico era fundamentada em dois princípios centrais: purismo e linguagem ornamentada. O purismo ditava que todas as palavras utilizadas deveriam ter origem bíblica, mesmo que seus significados não fossem necessariamente bíblicos. Por outro lado, o princípio da linguagem ornamentada se baseava na incorporação de versículos completos e expressões tal como eram encontrados no Tanakh (Antigo Testamento), e quanto mais rebuscado fosse um verso, maior seria a qualidade atribuída a ele. Outro aspecto linguístico pensado para elevar o prestígio de um texto era o uso de hapax legomena, ou seja, palavras que aparecem somente uma vez no texto.
Contudo, apesar da relativa facilidade de escrever sobre eventos e temas do período bíblico, os escritores da era Haskalah começaram a enfrentar crescentes desafios ao abordar tópicos contemporâneos. Isso se deveu, em grande parte, à carência de um vocabulário abrangente e moderno, o que tornava a tradução de obras científicas, matemáticas ou da literatura europeia uma tarefa árdua. Embora uma tentativa anterior e pouco conhecida de produzir textos científicos tenha ocorrido quando Israel Wolf Sperling traduziu "Vinte Mil Léguas Submarinas" e "Viagem ao Centro da Terra" de Júlio Verne em 1877 e 1878, esse obstáculo foi superado com impacto mais duradouro na década de 1880 por um escritor chamado Mendele Mocher Sfarim.
Outro desafio que os escritores hebreus da era Haskalah enfrentaram foi a limitação de seu público, que consistia predominantemente em homens com uma profunda formação acadêmica. Isso resultou na exclusão de mulheres e de homens menos instruídos da leitura de textos em hebraico, levando diversos escritores a optar por escrever em iídiche para alcançar um público mais amplo.

### Escritores e professores hebreus

#### Mendele Mocher Sfarim

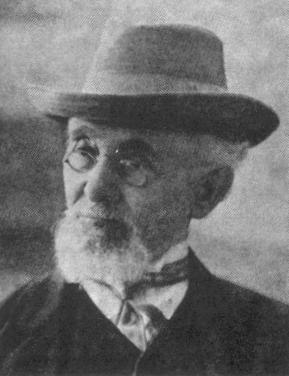
Mendele Mocher Sfarim

Ya'akov Abramovitch (1846–1917), é frequentemente conhecido pelo nome de seu personagem principal, "Mendele Mocher Sfarim" (מוכר ספרים), que significa "livreiro". Ele começou a escrever em hebraico como escritor Haskalah e escreveu de acordo com todas as convenções da literatura da era Haskalah. A certa altura, ele decidiu escrever em iídiche e causou uma revolução linguística, que se expressou no uso generalizado do iídiche na literatura hebraica. Depois de uma longa pausa ele voltou em 1886 a escrever em hebraico, mas decidiu ignorar as regras do hebraico bíblico, e os proponentes desse estilo, como Abraham Mapu, e adicionou ao vocabulário uma série de palavras da Era Rabínica e da Idade Média. . Seu novo estilo fluido e variado de escrita hebraica refletia o iídiche falado ao seu redor, embora ainda mantivesse todos os estratos históricos do hebraico.
A linguagem de Mendele era considerada sintética, pois consistia em diferentes escalões do desenvolvimento hebraico e não era uma continuação direta de um escalão específico. No entanto, hoje, sua língua é frequentemente considerada uma continuação do hebraico rabínico, especialmente gramaticalmente. Ele foi considerado a figura representativa que forneceu grandes literaturas em qualquer idioma ao qual estava associado.

#### Dvora Baron
Dvora Baron (1887–1956), foi uma escritora hebraica que fascinou seus leitores com seu uso único da língua na Europa Oriental, que era dominada por falantes de iídiche. Seus primeiros trabalhos envolvem principalmente as tradições femininas do iídiche, e ela trabalhou em temas mais feministas em seus escritos posteriores. Os temas foram divididos principalmente em dois tipos: (1) a marginalização das mulheres na vida religiosa e familiar; (2) a tensão entre homens e mulheres e entre geração em geração.

#### Outras figuras
Ver também Robert Alter e seu livro A Invenção da Prosa Hebraica, que realizou um trabalho significativo sobre a literatura hebraica moderna e o contexto que permitiu à língua reviver por meio da escrita criativa. O livro tem uma grande seção sobre Abramovitch. Yael S. Feldman também dá uma breve visão geral de Mendele e seu meio em seu livro Modernismo e Mudança Cultural . Ela observa a influência do iídiche em seu hebraico e atribui essa interação linguística a Gabriel Preil, o último poeta Haskalah da América. Eventualmente, escritores como Yosef Haim Brenner romperiam com o estilo de Mendele e utilizariam técnicas mais experimentais.
Em seu livro Grandes Educadores Hebraicos (גדולי חינון בעמנו, Rubin Mass Publishers, Jerusalém, 1964), Zevi Scharfstein descreveu o trabalho de Maharal de Praga, Naphtali Hirz Wessely (Weisel), R. Hayyim de Volozhin, R. Naftali Zvi Yehuda Berlin, R. Israel Salanter, R. Israel Meir Ha-Kohen (o Hafes Hayyim), Aaron Kahnstam, Shalom Jonah Tscharno, Simha Hayyim Vilkomitz, Yishaq Epstein, David Yellin, Samson Benderly, Nisson Touroff, Sarah Schenirer, Yehiel Halperin, HA Friedland, e Janusz Korczak como contribuintes significativos para o movimento.

### Continuação do renascimento literário
O estilo de Mendele foi adotado com entusiasmo por escritores contemporâneos e se espalhou rapidamente. Também foi expandido para campos adicionais: Ahad Ha'am escreveu um artigo em 1889 usando o estilo intitulado "Esse não é o Caminho", e Haim Nahman Bialik expandiu-o para a poesia com seu poema "Para o Pássaro" do mesmo ano. Além disso, foram feitos grandes esforços para escrever livros científicos em hebraico, para os quais o vocabulário de termos científicos e técnicos foi bastante aumentado. Ao mesmo tempo, a Europa viu o surgimento de jornais e revistas em língua hebraica, enquanto até sessões e discussões de grupos sionistas eram conduzidas e transcritas em hebraico. Além disso, poetas e escritores como David Frischmann e Shaul Tchernichovsky começaram a traduzir avidamente obras europeias para o hebraico, desde o épico finlandês Kalevala até obras de Molière, Goethe, Shakespeare, Homero, Byron, Lermontov e Ésquilo. Ao mesmo tempo, escritores como Micah Yosef Berdichevsky e Uri Nissan Gnessin começaram a escrever obras complexas de contos e romances em hebraico, usando a linguagem para expressar pela primeira vez o realismo psicológico e a interioridade. À medida que poetas e escritores hebreus começaram a chegar à Palestina armados com a nova língua literária, eles exerceram também uma certa influência no desenvolvimento do hebraico falado.

## Avivamento do hebraico falado

### Eliezer Ben-Yehuda

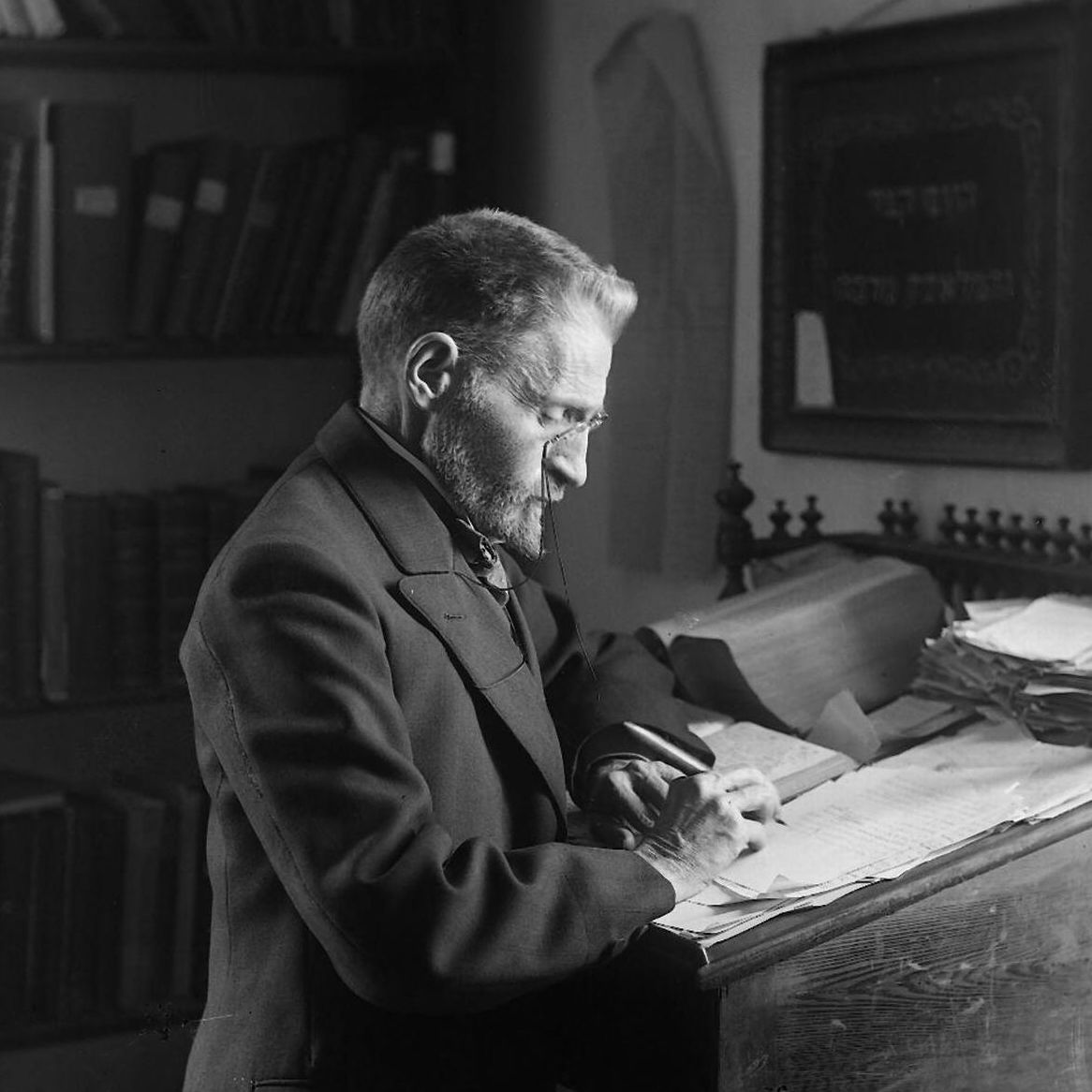
Eliezer Ben-Yehuda

Comunidades judaicas que falavam diferentes línguas coloquiais utilizavam o hebraico para se comunicarem entre si na Europa e no Oriente Próximo desde a Idade Média. O emprego do hebraico permitiu aos judeus prosperar no comércio internacional em toda a Europa e Ásia durante a Idade Média. Nas diversas comunidades judaicas espalhadas pela Europa, terras árabes, Pérsia e Índia, os mercadores judeus dominavam o hebraico o suficiente para estabelecerem comunicação entre si, o que lhes concedia uma vantagem considerável em comparação com os não-judeus na negociação internacional devido à barreira linguística.
Na Palestina, onde os judeus falavam uma variedade de línguas, como o árabe, o ladino, o iídiche e o francês, questões intercomunitárias que requeriam comunicação verbal eram tratadas por meio de uma forma modificada do hebraico medieval. O hebraico era empregado por judeus de diferentes origens linguísticas nos mercados de Jerusalém, pelo menos desde o início do século XIX.
Eliezer Ben-Yehuda (1858–1922) (אליעזר בן יהודה , é frequentemente reconhecido como o "revitalizador da língua hebraica". Ele foi o primeiro a introduzir a ideia de reviver o hebraico, escrevendo artigos sobre o assunto em jornais e iniciando o projeto conhecido como "O dicionário Ben-Yehuda". No entanto, o processo de revitalização do hebraico foi finalmente impulsionado pelos desenvolvimentos ocorridos nos assentamentos da Primeira Aliyah e da Segunda Aliyah.
As primeiras escolas hebraicas foram estabelecidas nesses assentamentos, e o hebraico gradualmente se tornou uma língua comum para as interações diárias. Eventualmente, ele se consolidou como uma língua sistemática e nacional. A fama e notoriedade de Ben-Yehuda, no entanto, derivam de sua liderança simbólica e pioneira no renascimento do hebraico.
A contribuição mais significativa de Ben-Yehuda para o renascimento da língua hebraica foi sua capacidade de inventar muitas palavras novas para descrever objetos desconhecidos na antiguidade judaica ou que haviam caído em desuso há muito tempo em seu contexto hebraico original. Ele foi responsável por criar palavras como "ḥatzil" (חציל) para se referir à berinjela, adaptando-a do árabe "ḥayṣal" (حَيْصَل‎), e "ḥashmal" (חשמל) para eletricidade, adaptada do acadiano "elmešu". Essa habilidade de inovação linguística permitiu ao hebraico moderno abranger um amplo espectro de conceitos e realidades contemporâneas que não existiam nos tempos bíblicos.
Uma vez que não havia equivalentes hebraicos para os nomes de alguns produtos nativos do Novo Mundo, Eliezer Ben-Yehuda criou novas palavras hebraicas para "milho" e "tomate", chamando-os de "tiras" (תירס) e "ʿagvaniyyah" (עגבניה), respectivamente. A primeira palavra deriva do nome de um filho de Jafé (Ṯīrās) listado em Gênesis 10, que às vezes foi identificado com o povo turco, tradicionalmente considerado como a principal fonte de disseminação do milho na Europa. A última palavra foi derivada do termo alemão "Liebesapfel", que significa literalmente "maçã do amor", relacionado à raiz hebraica triconsonantal ע־ג־ב, que significa "luxúria".
Embora tenha sido sugerido que o novo nome "ʿagvaniyyah" fosse substituído pelo termo "badūrah" por Yechiel Michal Pines, a sugestão de Ben-Yehuda prevaleceu e, eventualmente, o nome "ʿagvaniyyah" se estabeleceu como a palavra usada para "tomate" em hebraico.
Ben-Yehuda introduziu inovações notáveis na língua hebraica, incluindo a atribuição de novos significados a palavras antigas. Um exemplo disso é a palavra "kǝvīš" (כביש), que agora significa "rua" ou "estrada", mas originalmente era um adjetivo aramaico que significava "pisado" ou "incendiado", usado para descrever "uma trilha aberta". Ben-Yehuda também é responsável pela introdução da palavra hebraica "ribah" (ריבה) para "confiture" ou "marmelada", acreditando que fosse derivada da raiz lexical "reḇaḇ" e relacionada à palavra árabe "murabba" (geléia, conservas de frutas, marmelada). Além disso, ele inventou a palavra "tapuz" (תפוז) para se referir à fruta cítrica laranja, que é uma combinação de "tapuaḥ" (maçã) e "zahav" (dourado), significando "maçã dourada". Essas inovações contribuíram para enriquecer o vocabulário hebraico e adaptá-lo às necessidades da sociedade moderna.
A palavra "tirosh" (תירוש), mencionada 38 vezes na Bíblia Hebraica, atualmente é amplamente utilizada no hebraico moderno para se referir ao "suco de uva", embora em seu uso original fosse apenas um sinônimo de "vinho vintage". Essa mudança no significado é um exemplo de como o hebraico moderno se adaptou para refletir as mudanças na linguagem e na sociedade ao longo dos séculos.

### Os Três estágios do Renascimento
O renascimento do hebraico falado pode ser dividido em três estágios, que coincidem com (1) a Primeira Aliyah, (2) a Segunda Aliyah e (3) o período do Mandato Britânico. No primeiro estágio, o foco estava nas escolas hebraicas dos Assentamentos e na Sociedade da Língua Pura. No segundo estágio, o hebraico começou a ser usado em reuniões de assembleia e atividades públicas. E no terceiro estágio, tornou-se a língua predominante entre o Yishuv, a população judaica durante o período do Mandato, para uso geral. Durante essa fase, o hebraico desenvolveu formas de linguagem tanto faladas quanto escritas, e sua importância foi refletida no status oficial do hebraico durante o Mandato Britânico. Cada estágio foi caracterizado pelo estabelecimento de várias organizações que desempenharam um papel ativo e ideológico no avivamento do hebraico. Isso levou à criação de escolas secundárias hebraicas (גימנסיות), da Universidade Hebraica, da Legião Judaica, da organização trabalhista Histadrut e à fundação de Tel Aviv, a primeira cidade hebraica.

### Hebraico e iídiche
Em todas as eras, o hebraico representou, tanto para seus defensores quanto para seus críticos, a contrapartida do iídiche. O hebraico revivido, a língua do sionismo, dos pioneiros e, acima de tudo, da transformação dos judeus em uma nação hebraica com sua própria terra, estava em oposição à língua iídiche exílica. O iídiche era frequentemente chamado de maneira pejorativa de "jargão", e seus falantes enfrentaram forte resistência, o que, por fim, resultou em uma espécie de guerra linguística entre o iídiche e o hebraico.
No entanto, alguns linguistas, como Ghil'ad Zuckermann, sustentam que "o iídiche é a principal influência sobre o hebraico israelense, uma vez que foi a língua materna da grande maioria dos revivalistas linguísticos e pioneiros iniciais em Eretz Yisrael durante o crucial início da era israelense." De acordo com Zuckermann, embora os revivalistas almejassem falar hebraico com gramática e pronúncia semíticas, eles não conseguiam escapar da mentalidade asquenaze que decorria de suas origens europeias. Ele argumenta que a tentativa de negar suas raízes europeias, rejeitar o conceito de diáspora e evitar o hibridismo (como refletido no iídiche) acabou sendo malsucedida. "Se os revivalistas linguísticos tivessem sido judeus de língua árabe (por exemplo, do Marrocos), o hebraico israelense teria sido uma língua totalmente diferente - tanto em termos genéticos quanto tipológicos, muito mais semítica. O impacto da população fundadora no hebraico israelense é incomparável com o da subsequente onda de imigrantes."

### Primeira Aliyah (1882–1903)

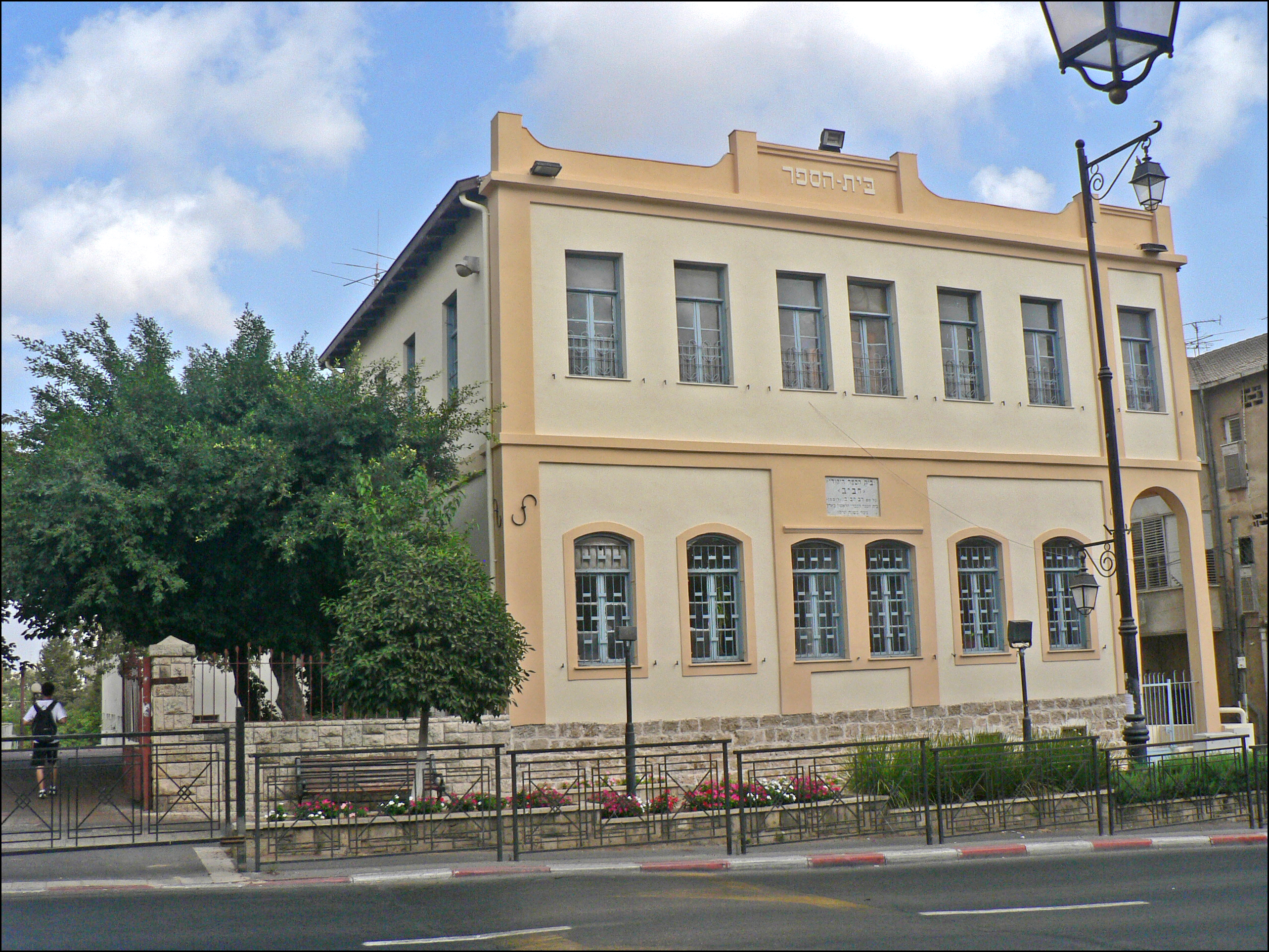
A escola primária Haviv

Com o surgimento do nacionalismo judaico na Europa do século XIX, Eliezer Ben-Yehuda se tornou cativado pelas inovadoras ideias do sionismo. Nesse período, acreditava-se que um dos critérios essenciais para o reconhecimento de uma nação como merecedora de direitos nacionais era o uso de uma língua comum falada pela sociedade e pelos indivíduos. Em 13 de outubro de 1881, enquanto estava em Paris, Ben-Yehuda iniciou uma conversa em hebraico com amigos, considerada como a primeira conversa moderna na língua. Pouco depois, naquele mesmo ano, ele imigrou para Jerusalém, estabelecendo ali sua residência.
Em Jerusalém, Ben-Yehuda empenhou-se em angariar apoio para a ideia de utilizar o hebraico como língua corrente. Ele tomou a decisão de que sua própria família só falaria hebraico e criou seus filhos como falantes nativos do hebraico. Seu primeiro filho, Itamar Ben-Avi, nascido em Jerusalém em 31 de julho de 1882, tornou-se o primeiro falante nativo do hebraico moderno. Ben-Yehuda tentou persuadir outras famílias a adotar essa prática, fundou associações para promover o uso do hebraico, iniciou a publicação do jornal hebraico HaZvi e, por um breve período, lecionou em escolas hebraicas, introduzindo o método "hebraico em hebraico" pela primeira vez. Em 1889, já havia peças teatrais em hebraico e escolas que ensinavam as crianças a falar hebraico.
Apesar dos esforços de Ben-Yehuda em convencer as famílias judias a adotarem exclusivamente o hebraico na vida cotidiana em casa, esses esforços tiveram sucesso limitado. Segundo Ben-Yehuda, uma década após sua imigração para a Palestina, apenas quatro famílias em Jerusalém utilizavam exclusivamente o hebraico. De acordo com o jornal Hashkafa, em 1900, já existiam dez dessas famílias.
Por outro lado, durante a era otomana, surgiu uma atividade difundida nos moshavot, os assentamentos agrícolas, da Primeira Aliyah, com um foco especial nas escolas hebraicas. Em 1884, Aryeh Leib Frumkin fundou um internato hebraico onde os estudos religiosos eram conduzidos em hebraico e os alunos utilizavam o hebraico para se comunicar com seus professores e entre si. A escola primária Haviv foi estabelecida em 1886 na comunidade judaica de Rishon LeZion, onde as aulas eram ministradas exclusivamente em hebraico. Essa foi a primeira escola hebraica dos tempos modernos. A partir da década de 1880, as escolas nos assentamentos agrícolas gradualmente começaram a ensinar disciplinas gerais em hebraico. Em 1889, Israel Belkind inaugurou uma escola em Jaffa que ensinava hebraico e o adotava como língua principal de ensino, embora tenha operado por apenas três anos.
Em 1890, o Conselho de Literatura, associado à Clear Language Society, foi fundado para implementar experiências nas escolas municipais e rurais, demonstrando a viabilidade de tornar o hebraico a única língua utilizada nos assentamentos. Nesse período, o progresso era lento e enfrentou diversas dificuldades: os pais se opunham ao aprendizado de seus filhos em uma língua considerada impraticável, inútil para a educação superior; as escolas de quatro anos destinadas aos filhos dos agricultores não ofereciam um ensino de alto nível; havia uma falta significativa de recursos linguísticos para o ensino do hebraico, além da escassez de palavras para descrever atividades cotidianas, sem mencionar a ausência de livros didáticos em hebraico. Além disso, não havia consenso sobre qual sotaque utilizar, com alguns professores ensinando o hebraico asquenaze, enquanto outros preferiam o hebraico sefardita.
Em 1889, Eliezer Ben-Yehuda, juntamente com os rabinos Yaakov Meir e Chaim Hirschensohn, e o educador Chaim Kalmi, fundaram a Clear Language Society com o objetivo de promover o ensino do hebraico. A sociedade se dedicava ao ensino do hebraico e incentivava o uso da língua em escolas, heders (escolas judaicas primárias) e yeshivas (escolas de estudos judaicos). Inicialmente, contratou mulheres que eram falantes de hebraico para ensinar hebraico falado e escrito a mulheres e meninas judias. Em 1890, a sociedade estabeleceu o Comitê da Língua Hebraica, que criou novas palavras hebraicas para uso diário e para uma ampla gama de contextos modernos, além de incentivar o uso correto da gramática hebraica.
Embora a organização tenha entrado em colapso em 1891, o Comitê da Língua Hebraica continuou a operar. Publicou livros, dicionários, boletins e periódicos, criando milhares de novas palavras. Esse comitê continuou a funcionar até 1953, quando foi sucedido pela Academia da Língua Hebraica.
Uma escola hebraica para meninos foi inaugurada em Jaffa em 1893, seguida por uma escola hebraica para meninas. Embora algumas disciplinas fossem ensinadas em francês, o hebraico era a principal língua de instrução. Em 1898, o primeiro jardim de infância hebraico foi inaugurado em Rishon LeZion. Foi seguido por um segundo em Jerusalém em 1903.
Em 1903, foi estabelecido o Sindicato dos Professores de Hebraico, com a participação de sessenta educadores em sua primeira assembleia. Embora o número de participantes não tenha sido especialmente impressionante em termos quantitativos, o programa educacional de hebraico conseguiu formar um núcleo de algumas centenas de falantes fluentes de hebraico. Isso representou um marco significativo, provando que o hebraico poderia ser empregado no contexto do cotidiano e da educação.

### Segunda Aliyah (1904–1914)

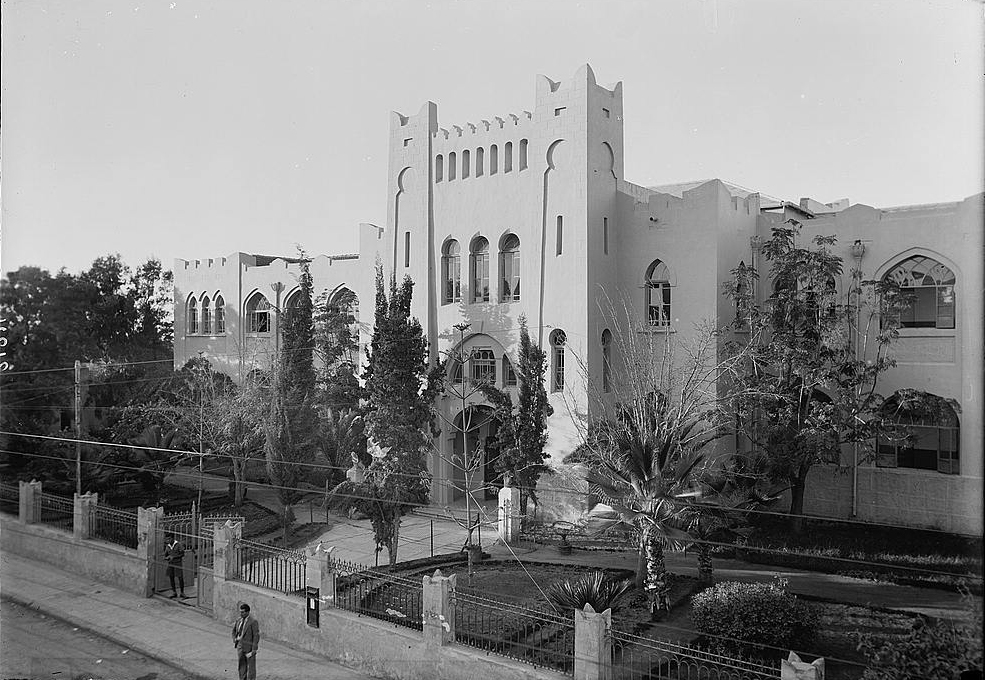
O Ginásio Hebraico de Herzliya

Quando a Segunda Aliyah começou, o uso do hebraico começou a sair da estrutura familiar e escolar para o espaço público. Motivados por uma ideologia de rejeição da Diáspora e da sua cultura iídiche, os membros da Segunda Aliyah estabeleceram células sociais relativamente fechadas de jovens com uma visão de mundo comum. Nessas células sociais – principalmente nos moshavot – o hebraico era usado em todas as reuniões públicas. Embora ainda não fosse falado em todos os lares e ambientes privados, o hebraico havia assegurado seu lugar como língua exclusiva de assembléias, conferências e debates. Os membros instruídos da Segunda Aliyah já estavam familiarizados com o hebraico literário que se desenvolveu na Europa e se identificaram com a noção de que o hebraico poderia servir como um impulso para a existência nacional do povo judeu em Israel. A este grupo juntaram-se os já mencionados formandos das escolas hebraicas, que já haviam começado a criar falantes nativos de hebraico em suas famílias. Durante este período, o Congresso Sionista Mundial também adotou o hebraico como língua oficial.
A educação hebraica continuou a se expandir, à medida que surgiam cada vez mais instituições educacionais hebraicas. O número de jardins de infância hebraicos continuou a crescer. Em 1905, Yehuda Leib e Fania Matman-Cohen, um casal de educadores, começaram a ministrar as primeiras aulas de hebraico no ensino médio em seu apartamento em Jaffa. Os professores de hebraico recriaram o Comitê de Língua Hebraica, que passou a determinar regras linguísticas uniformes, em oposição às desarticuladas que surgiram anteriormente. O Conselho declarou como sua missão "preparar a língua hebraica para uso como língua falada em todos os assuntos da vida", formulou regras de pronúncia e gramática e ofereceu novas palavras para uso nas escolas e pelo público em geral. A ampla produção de livros escolares hebraicos também começou, e rimas no estilo Mamãe Ganso foram escritas para crianças. Durante a primeira década do século XX, a educação hebraica de Epstein e Wilkomitz, que restringia as crianças de falar iídiche não apenas na escola, mas também em casa e na rua, fez progressos no sentido de uma utilização mais ampla do hebraico. Os primeiros falantes nativos de hebraico, que o aprenderam principalmente nas escolas hebraicas do período da Primeira Aliyah e passaram a falá-lo como língua principal, atingiram a idade adulta nessa época. Com exceção de raras exceções que nasceram antes, como Itamar Ben-Avi, a primeira geração de crianças que adquiriram o hebraico moderno como falantes nativos em casa, com seus pais, em vez de aprendê-lo principalmente na escola, nasceu durante esta década, de pais que tinham frequentou as escolas hebraicas do período da Primeira Aliyah. Além disso, muitos dos imigrantes judeus durante este período tinham proficiência razoável em leitura de hebraico, adquirida em sua educação antes de chegar ao país. A maioria ainda aprendeu como segunda língua. Devido ao crescimento do número de falantes nativos e da proficiência entre os falantes de uma segunda língua, a imprensa hebraica conseguiu crescer. Durante este período, sua popularidade e circulação aumentaram muito. Em 1912, observou-se que dificilmente havia um jovem judeu no país que não conseguisse ler um jornal hebraico.
Em 1909, foi fundada a primeira cidade hebraica, Tel Aviv . Nas ruas e nos cafés, o hebraico já era amplamente falado. Toda a administração da cidade era feita em hebraico, e os novos olim ou aqueles que ainda não falavam hebraico eram obrigados a falar em hebraico. As placas de rua e os anúncios públicos foram escritos em hebraico. Um novo edifício para o Ginásio Hebraico de Herzliya, uma continuação da primeira escola secundária hebraica estabelecida pelos Matman-Cohens, foi construído na cidade naquele mesmo ano.
O auge do desenvolvimento do hebraico durante este período ocorreu em 1913, na chamada " Guerra das Línguas ": A Companhia de Ajuda aos Judeus Alemães, planejando então o estabelecimento de uma escola para engenheiros (primeiramente conhecida como Technikum e para a qual a construção havia começado em 1912), insistiu que o alemão deveria ser sua língua de instrução, argumentando, entre outras coisas, que o alemão possuía um extenso vocabulário científico e técnico, enquanto um vocabulário paralelo extraído do hebraico precisaria ser criado do zero, muitas vezes usando calques ou traduções de termos de qualquer maneira. Uma substancial unanimidade de opinião no Yishuv opôs-se a esta proposta, que foi derrotada, levando à fundação do principal instituto de tecnologia de Israel, o Technion, com um currículo ministrado em hebraico. Este incidente é visto como um divisor de águas que marca a transformação do hebraico na língua oficial do Yishuv.
Também em 1913, o Comitê de Línguas votou para estabelecer a pronúncia oficial do hebraico - uma pronúncia vagamente baseada na pronúncia hebraica das comunidades sefarditas porque soava mais "autêntica" aos seus ouvidos do que a pronúncia asquenazista das comunidades judaicas europeias.
À medida que um número maior de crianças passava por escolas de língua hebraica, crescia o número de pessoas que falavam hebraico como primeira língua . À medida que aumentava o número de pessoas cuja língua principal era o hebraico, também aumentava a demanda por materiais de leitura e entretenimento em hebraico, como livros, jornais e peças de teatro. Durante a Primeira Guerra Mundial, cerca de 34.000 judeus na Palestina registraram o hebraico como língua nativa.

### Período do mandato (1919-1948)
Após a Primeira Guerra Mundial, quando a Palestina ficou sob o domínio britânico, primeiro sob a Administração do Território Inimigo Ocupado e depois sob o Mandato para a Palestina, o hebraico continuou a se desenvolver como a língua principal do Yishuv, a população judaica da Palestina. Sob o Mandato, foi legislado que o inglês, o hebraico e o árabe seriam as línguas oficiais faladas na Palestina.
Em 1919, foi estabelecido um sistema escolar judaico centralizado no qual a língua de instrução era o hebraico. À medida que o Yishuv crescia, os imigrantes que chegavam da diáspora não falavam o hebraico como língua materna e aprenderam-no como segunda língua antes da imigração ou na Palestina, enquanto seus filhos aprenderam o hebraico como língua nativa. Nessa época, o uso do hebraico como língua franca no Yishuv já era uma realidade estabelecida, e o processo de renascimento não era mais uma questão de criação, mas sim de expansão.
Em Tel Aviv, o Batalhão de Defesa da Língua foi estabelecido para promover o uso do hebraico. Pessoas ouvidas falando outras línguas nas ruas eram advertidas: "Judeu, fale hebraico" (Yehudi, daber ivrit/יהודי, דבר עברית), ou, de forma mais aliterativa, "hebraico [homem], fale hebraico" (Ivri, daber ivrit /עברי, דבר עברית). Essa campanha foi iniciada pelo filho de Ben-Yehuda, Itamar Ben-Avi.
A Academia de Língua Hebraica concentrou-se na estrutura e na ortografia do hebraico e levantou questões sobre a expansão adicional do uso do hebraico na Palestina Obrigatória. A Academia trabalhou com o Language College para publicar o Ben-Sira em formato científico.

### Estado de Israel

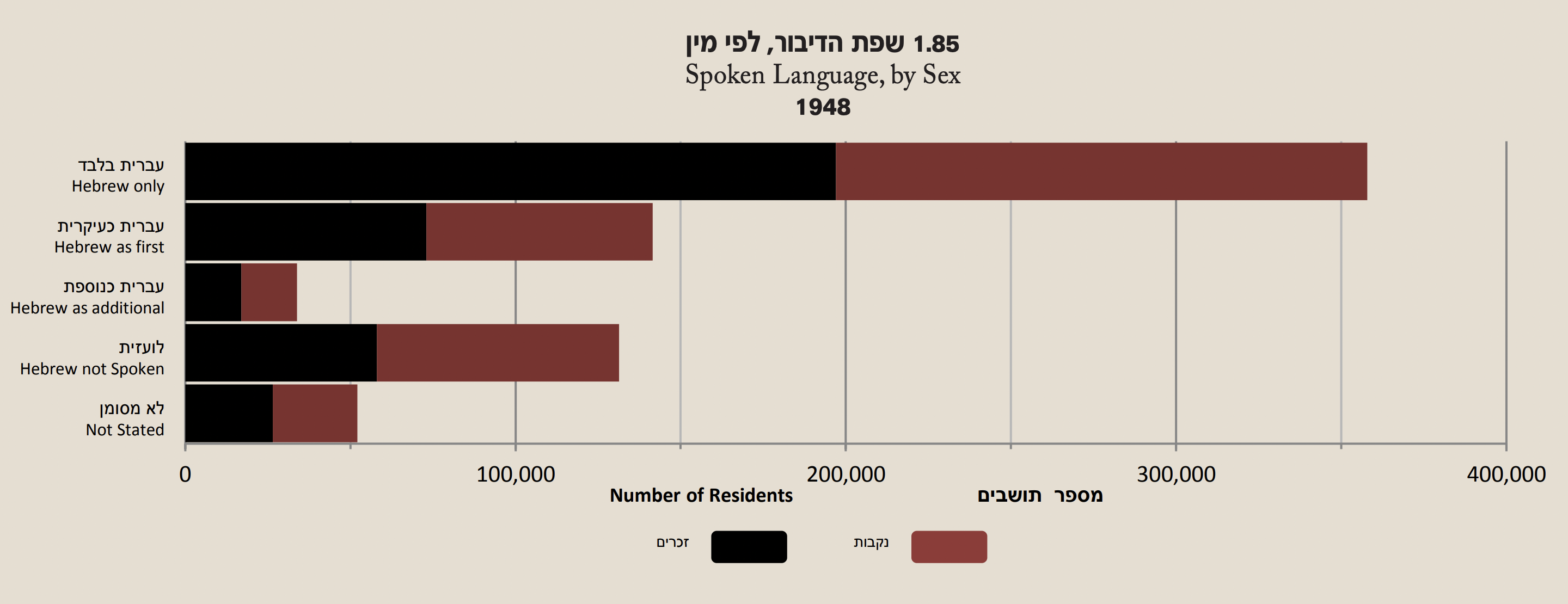
Gráfico sobre a Língua falada e proficiência em hebraico, por sexo em Israel de acordo com o Censo de 1948

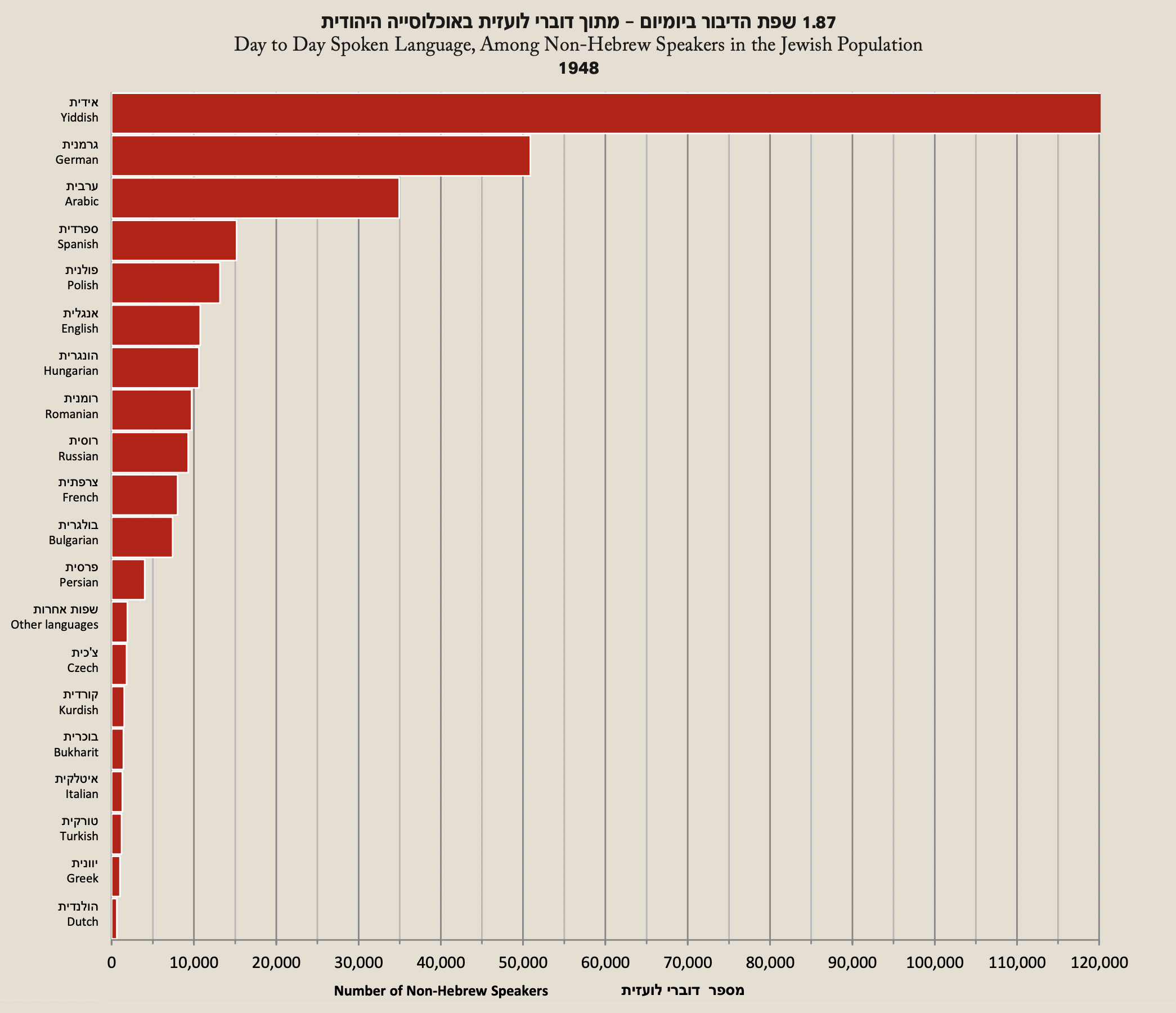
Israel: linguagem falada no dia a dia, entre falantes não hebreus na população judaica (1948)

Na altura em que Israel conquistou sua independência em 1948, 80,9% dos judeus nascidos na Palestina falavam o hebraico como única língua na vida quotidiana, e outros 14,2% dos judeus nascidos na Palestina usavam-no como a primeira entre duas ou mais línguas. A pequena minoria de judeus que nasceram na Palestina, mas não usavam o hebraico como primeira língua, cresceu principalmente antes do desenvolvimento do sistema escolar hebraico.
Após a independência de Israel, vastas ondas de refugiados judeus chegaram de diversas partes do mundo, incluindo a Europa, o Norte da África, o Oriente Médio e outros cantos distantes. Isso resultou em um notável aumento na população israelense, praticamente duplicando em um período de tempo surpreendentemente breve. Esses novos imigrantes eram falantes de uma multiplicidade de línguas e, assim, se viram compelidos a adquirir proficiência em hebraico.
Embora se esperasse que as crianças imigrantes aprendessem hebraico na escola, esforços significativos foram empreendidos para garantir que os adultos também dominassem o idioma. O conceito de "ulpan," ou escola intensiva de língua hebraica, surgiu como um recurso vital para ensinar aos imigrantes as habilidades básicas do hebraico, e tornou-se uma faceta crucial da experiência de migração para Israel. Jovens imigrantes adultos, por sua vez, absorveram grande parte de seu conhecimento de hebraico durante o serviço militar obrigatório nas Forças de Defesa de Israel, que tinha o propósito de instruir os soldados na língua hebraica, habilitando-os para desempenhar papéis tanto no âmbito militar quanto na vida civil pós-serviço militar.
Durante a década de 1950, a instrução do hebraico era implementada nas principais bases militares, com a ajuda de professores especialmente recrutados, inclusive mulheres soldados. Uma diretiva de 1952 estabelecia que os soldados deveriam aprender hebraico até alcançar a habilidade de manter conversas cotidianas, escrever cartas aos seus comandantes, compreender palestras básicas e ler jornais com vogais. Além disso, o contato regular dos soldados com o idioma hebraico também contribuiu para seu aprendizado.
Curiosamente, imigrantes originários de países árabes demonstraram uma aptidão maior para adquirir o hebraico com rapidez, em virtude da semelhança linguística entre o árabe e o hebraico, ambas línguas semitas.
Na vida cotidiana, os imigrantes relegaram amplamente o uso do hebraico quando necessário, predominantemente em seus meios profissionais e, em menor medida, para suprir carências culturais. Suas línguas nativas eram mais suscetíveis de emergir durante os momentos de interação social e familiar. Em 1954, aproximadamente 60% da população reportava a utilização de múltiplos idiomas. As gerações seguintes desses imigrantes frequentemente adotavam o hebraico como sua língua primordial, à custa das línguas nativas de seus pais, que frequentemente se perdiam no processo. Até mesmo a minoria árabe israelense começou a adquirir competência em hebraico com a introdução de aulas de hebraico nas escolas árabes. Em 1948, o estudo do hebraico tornou-se mandatório nas escolas árabes, abrangendo do terceiro grau até o ensino médio, embora o árabe permanecesse como língua de instrução predominante. Isso gerou uma situação em que a minoria árabe continuava a manter o árabe como sua língua materna, mas também desenvolvia proficiência em hebraico.